# (108953) Pieraerts
(108953) Pieraerts est un astéroïde de la ceinture principale.

## Description
(108953) Pieraerts est un astéroïde de la ceinture principale. Il fut découvert le 13 août 2001 à Uccle par Thierry Pauwels. Il présente une orbite caractérisée par un demi-grand axe de 2,45 UA, une excentricité de 0,12 et une inclinaison de 6,1° par rapport à l'écliptique.

## Compléments